# Condado de Susquehanna
O Condado de Susquehanna é um dos 67 condados do Estado americano da Pensilvânia. A sede do condado é Montrose, e sua maior cidade é Montrose. O condado possui uma área de 2 156 km²(dos quais 20 km² estão cobertos por água), uma população de 42 238 habitantes, e uma densidade populacional de 20 hab/km² (segundo o censo nacional de 2000). O condado foi fundado em 21 de fevereiro de 1810.